# Chaumont-devant-Damvillers
Pour les articles homonymes, voir Chaumont.
Chaumont-devant-Damvillers est une commune française située dans le département de la Meuse, en région Grand Est.

## Géographie

### Situation
La commune est traversée par la Thinte, une rivière longue de 17 kilomètres, issue des Côtes de Meuse, affluent du Loison et sous-affluent de la Meuse.

#### Communes limitrophes
| Wavrille              | Romagne-sous-les-Côtes     | Romagne-sous-les-Côtes |
| Ville-devant-Chaumont | Chaumont-devant-Damvillers | Azannes-et-Soumazannes |
| Ville-devant-Chaumont | Ville-devant-Chaumont      | Azannes-et-Soumazannes |

### Hydrographie
La commune est dans le bassin versant de la Meuse au sein du bassin Rhin-Meuse. Elle est drainée par la Thinte, le ruisseau du Grand Paquis, le ruisseau des Vaux et le ruisseau le Moirey,.
La Thinte, d'une longueur de 17 km, prend sa source dans la commune de Azannes-et-Soumazannes et se jette  dans le Loison à Vittarville, après avoir traversé neuf communes. 

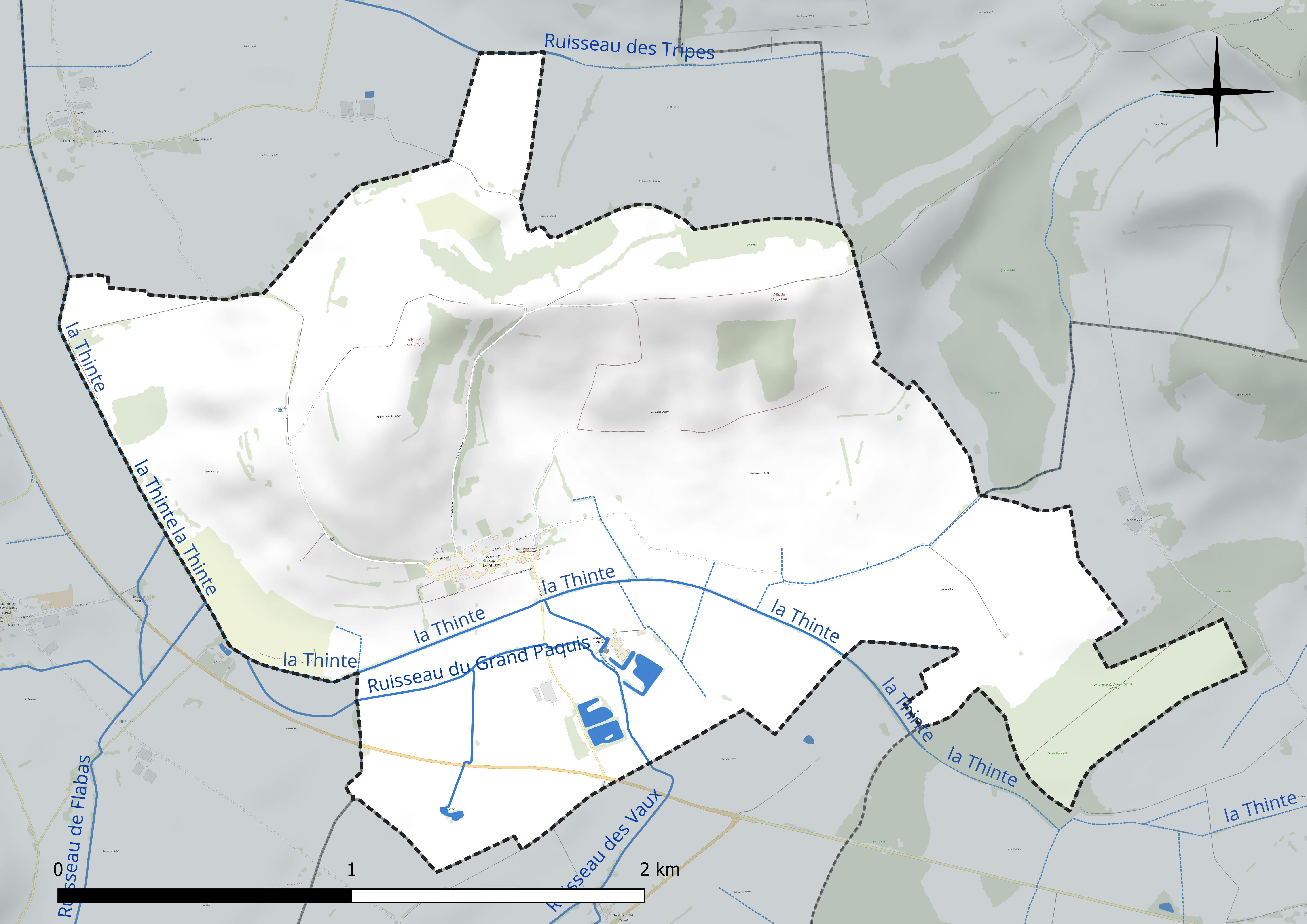
Réseau hydrographique de Chaumont-devant-Damvillers.

### Climat
Pour des articles plus généraux, voir Climat du Grand Est et Climat de la Meuse.
En 2010, le climat de la commune est de type climat de montagne, selon une étude du Centre national de la recherche scientifique s'appuyant sur une série de données couvrant la période 1971-2000. En 2020, Météo-France publie une typologie des climats de la France métropolitaine dans laquelle la commune est exposée à un climat océanique altéré et est dans la région climatique  Lorraine, plateau de Langres, Morvan, caractérisée par un hiver rude (1,5 °C), des vents modérés et des brouillards fréquents en automne et hiver. 
Pour la période 1971-2000, la température annuelle moyenne est de 9,7 °C, avec une amplitude thermique annuelle de 16 °C. Le cumul annuel moyen de précipitations est de 949 mm, avec 14,2 jours de précipitations en janvier et 9,6 jours en juillet. Pour la période 1991-2020, la température moyenne annuelle observée sur la station météorologique de Météo-France la plus proche, « Septsarges », sur la commune de Septsarges à 19 km à vol d'oiseau, est de 10,3 °C et le cumul annuel moyen de précipitations est de 942,8 mm. 
La température maximale relevée sur cette station est de 39,9 °C, atteinte le 25 juillet 2019 ; la température minimale est de −15,7 °C, atteinte le 1er janvier 1997,,. 
Les paramètres climatiques de la commune ont été estimés pour le milieu du siècle (2041-2070) selon différents scénarios d'émission de gaz à effet de serre à partir des nouvelles projections climatiques de référence DRIAS-2020. Ils sont consultables sur un site dédié publié par Météo-France en novembre 2022.

## Urbanisme

### Typologie
Au 1er janvier 2024, Chaumont-devant-Damvillers est catégorisée commune rurale à habitat très dispersé, selon la nouvelle grille communale de densité à sept niveaux définie par l'Insee en 2022.
Elle est située hors unité urbaine et hors attraction des villes,.

### Occupation des sols
L'occupation des sols de la commune, telle qu'elle ressort de la base de données européenne d’occupation biophysique des sols Corine Land Cover (CLC), est marquée par l'importance des territoires agricoles (94,1 % en 2018), une proportion identique à celle de 1990 (94,1 %). La répartition détaillée en 2018 est la suivante : 
terres arables (48,8 %), prairies (45,3 %), forêts (5,9 %). L'évolution de l’occupation des sols de la commune et de ses infrastructures peut être observée sur les différentes représentations cartographiques du territoire : la carte de Cassini (XVIIIe siècle), la carte d'état-major (1820-1866) et les cartes ou photos aériennes de l'IGN pour la période actuelle (1950 à aujourd'hui).

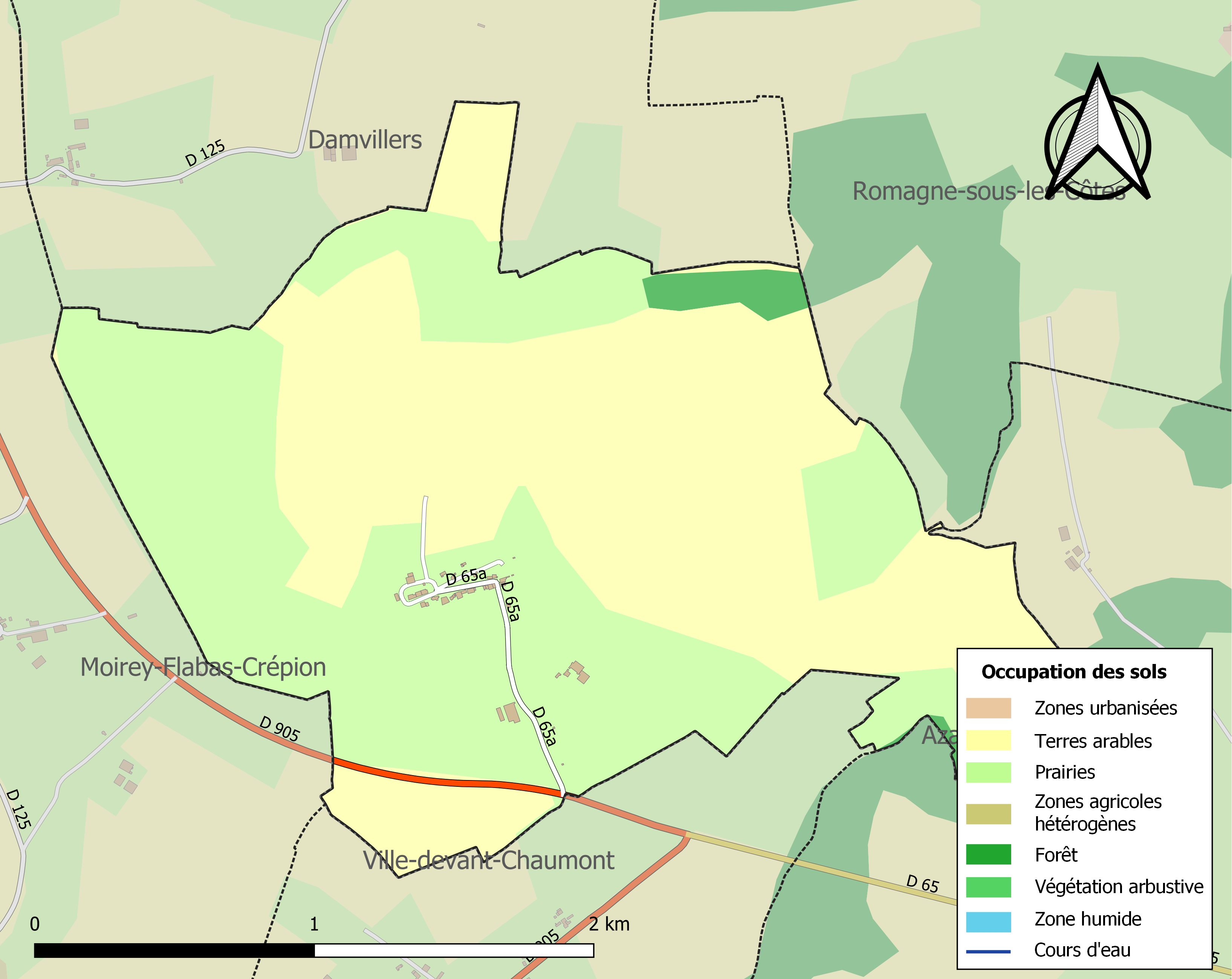
Carte des infrastructures et de l'occupation des sols de la commune en 2018 (CLC).

## Toponymie
Le nom de la localité est attesté sous les formes Calmontis-villa (IXe siècle) ; Calmons in pago Stadanensi (803) ; Calvomons (973) ; Calvus-Mons (984) ; Medietas allodii Calmontensis (1125) ; Calidus-Mons (XIIIe siècle) ; Chamont (1240) ; « Nueve ville de Chamont, au jour que Chamont fut faite neuve ville » (1240) ; Chaulmont (1294) ; Calvomons-subtus-Muratum (1490) ; Chaumont (1656) ; Chaumont-sous-Muraut (1756).

Chaumont, est un terme d'ancien français composé des éléments romans chals, issus du latin calvus qui signifie « chauve », et de mont, issu du latin mons qui signifie « colline, hauteur, éminence, mont », la « colline chauve ».

Damvillers : de Dom, contraction du latin dominus « seigneur », a pris au VIIIe siècle le sens de ''saint'' formation fréquente dans les régions germanisées, particulièrement dans l'Est de la France et Villers est un appellatif toponymique français et un patronyme qui procède du gallo-roman villare, dérivé lui-même du gallo-roman villa « grand domaine rural », issu du latin villa rustica.

## Politique et administration
| Période                                  | Période   | Identité         | Étiquette | Qualité     |
| ---------------------------------------- | --------- | ---------------- | --------- | ----------- |
| Les données manquantes sont à compléter. |           |                  |           |             |
| mars 2001                                | mars 2008 | Remi Bastien     |           |             |
| mars 2008                                | mai 2020  | Michel Jeanjean  |           |             |
| mai 2020                                 | En cours  | Yannick Jeanjean |           | Agriculteur |

## Population et société

### Démographie

#### Évolution démographique
L'évolution du nombre d'habitants est connue à travers les recensements de la population effectués dans la commune depuis 1793. Pour les communes de moins de 10 000 habitants, une enquête de recensement portant sur toute la population est réalisée tous les cinq ans, les populations de référence des années intermédiaires étant quant à elles estimées par interpolation ou extrapolation. Pour la commune, le premier recensement exhaustif entrant dans le cadre du nouveau dispositif a été réalisé en 2005.

En 2022, la commune comptait 46 habitants, en évolution de −4,17 % par rapport à 2016 (Meuse : −4,4 %, France hors Mayotte : +2,11 %).
| 1793 | 1800 | 1806 | 1821 | 1831 | 1836 | 1841 | 1846 | 1851 |
| ---- | ---- | ---- | ---- | ---- | ---- | ---- | ---- | ---- |
| 202  | 205  | 221  | 214  | 252  | 223  | 210  | 193  | 220  |

| 1856 | 1861 | 1866 | 1872 | 1876 | 1881 | 1886 | 1891 | 1896 |
| ---- | ---- | ---- | ---- | ---- | ---- | ---- | ---- | ---- |
| 202  | 198  | 197  | 185  | 177  | 167  | 166  | 161  | 153  |

| 1901 | 1906 | 1911 | 1921 | 1926 | 1931 | 1936 | 1946 | 1954 |
| ---- | ---- | ---- | ---- | ---- | ---- | ---- | ---- | ---- |
| 140  | 119  | 118  | 58   | 71   | 74   | 68   | 67   | 75   |

| 1962 | 1968 | 1975 | 1982 | 1990 | 1999 | 2005 | 2006 | 2010 |
| ---- | ---- | ---- | ---- | ---- | ---- | ---- | ---- | ---- |
| 76   | 68   | 45   | 30   | 38   | 35   | 38   | 39   | 49   |

| 2015 | 2020 | 2022 | - | - | - | - | - | - |
| ---- | ---- | ---- | - | - | - | - | - | - |
| 49   | 47   | 46   | - | - | - | - | - | - |

## Culture locale et patrimoine

### Lieux et monuments
L'église paroissiale Saint-Martin de Chaumont-devant-Damvillers est un monument historique de la Meuse, datant du deuxième quart du XVIe siècle, classé pour ses statues du saint évêque et de saint Fiacre, son mobilier, sa bannière de l'Immaculée Conception, son autel et son retable.
Elle est inscrite au titre des monuments historiques depuis le 16 juillet 1991 pour son chœur (intérieur et extérieur).

### Personnalités liées à la commune
Le soldat américain Henry Nicholas Gunther (1895-1918), mort le 11 novembre 1918 à 10 h 59 près de Chaumont-devant-Danvillers, est le dernier militaire en action tué pendant la Première Guerre mondiale.

### Héraldique
| Blason de Chaumont-devant-Damvillers | Blason  | D'azur, à deux clous de la Passion d'or passés en sautoir, au mont d'argent mouvant de la pointe chargé d'un papillon "cuivré des marais" [Lycaena dispar] au naturel [d'orangé tacheté de sable] ; chaperonné de gueules chargé de deux tours d'or, maçonnées de sable, ouvertes et ajourées d'argent. |
| Blason de Chaumont-devant-Damvillers | Détails | Création Robert A. Louis et Dominique Lacorde. Adoptée le 3 novembre 2017. |